# Émile Deville
Émile Deville (1824 – 1853) è stato un medico, naturalista e tassidermista francese.
Fu uno dei membri che parteciparono alla grande spedizione in Sudamerica guidata da Francis de La Porte de Castelnau. Deville, dipendente del Museo nazionale di storia naturale di Francia, insieme al medico e botanico Hugh Algernon Weddell (1819-1877), fu il tassidermista della spedizione. Questa, partita da Brest il 30 aprile 1843, si protrasse fino al 1847. Deville al ritorno riportò con sé vari esemplari imbalsamati di pappagalli, tra cui una nuova specie, il parrocchetto testascura, che descrisse nel 1851. Insieme a de Castelnau descrisse anche varie specie di granchi e, nel 1848, il callicebo dalla coda bianca.
| Deville è l'abbreviazione standard utilizzata per le specie animali descritte da Émile Deville. Categoria:Taxa classificati da Émile Deville |